# Lindera chengii
Lindera chengii är en lagerväxtart som beskrevs av Hung Pin Tsui. Lindera chengii ingår i släktet Lindera och familjen lagerväxter. Inga underarter finns listade i Catalogue of Life.